# Telo
Telo é um  deus céltico, o espírito epônimo de Toulon na Dordogne. Era a deidade da nascente sagrada em torno da qual o assentamento antigo brotou. Uma série de dedicatórias a Telo vieram da próxima Périgueux: em três destas Telo é invocada com uma deusa, Stanna.
A etimologia das divindades Telo e Sianna está intimamente relacionada com o Apolo Romano e Diana.